# Dehydrering
Denna artikel handlar om uttorkning hos människor. För växter, se torka.
Dehydrering eller uttorkning innebär att vatten bortförs från ett objekt. Medicinskt innebär termen att kroppen har underskott av vatten vilket försvårar upprätthållandet av  normala funktioner. Denna artikel behandlar den medicinska aspekten. Uttorkning kan ofta uppkomma tillsammans med störningar i elektrolytbalansen, såsom hyponatremi, hypokalemi och magnesiumbrist. Tillståndet kan avhjälpas med vätskeersättning eller dropp.

## Orsak
Feber, diarrésjukdomar, kräkning eller polyuri (till exempel efter för stor dos vätskedrivande medel) är de vanligaste orsakerna men även underliggande sjukdomar som bland annat påverkar urinutsöndringen. 
Därtill tillkommer situationer när vätskeintaget på grund av stor svettning inte har kunnat kompenseras med vattenintag, till exempel under tävling i någon konditionsidrott och vid mycket hett väder (se värmerelaterade sjukdomstillstånd).

## Symtom
Vanliga symtom på dehydrering är trötthet, lågt blodtryck (på grund av minskad blodplasmavolym), torr hud med klåda, sveda vid vattenkastning på grund av koncentrerad urin (dysuri), minskad urinmängd (oliguri), konfusion, muntorrhet och törst. Vid allvarligare vätskeförlust drabbas man vanligen av en tilltagande konfusion/medvetandesänkning och organsvikt till följd av acidos eller minskad blodvolym.
Även individuella tecken på begynnande dehydrering (dvs. inte allmängiltiga) kan uppträda hos predisponerade personer som t.ex. tarmopererade med nedsatt absorption av vätska. Hes röst är hos vissa ett tidigt tecken på grund av uttorkning av halsens slemhinnor, krampbenägenhet i händer/fingrar samt nedre delarna av benen är ofta nästa indikation om inte vätska tillförts. Obehandlat kommer kramper i allt fler muskler i rygg, nacke m.fl. muskler att uppträda vid minsta rörelse, och parenteral vätsketillförsel med eventuella tillsatser av Na, K och Ca (efter bedömning av elstatus) är då oftast nödvändig.(Ringer-Acetat, Rehydrex t.ex.)

## Utredning inom vården
Dehydrering diagnosticeras genom värdering av patientens symptom samt mätning av blodtryck och resultat från blodprover (bland annat acidos och jonbalans med mera).

## Behandling
En dehydrerad patient får i första hand socker-salthaltig dryck, internationellt kallad ORS efter Unicef/WHOs komposition, men i en del fall kan det behöva understödjas av dropp intravenöst, subkutant eller via kanyl in i bukhålan. Det sistnämnda är särskilt användbart om det är svårt att etablera fri venväg på grund av svår dehydrering.

## Torrfasta
Inom alternativmedicin har extremt fastande etablerats som metod för att stärka och rena kroppen, bland annat torrfasta som försätter kroppen i ett tillstånd av uttorkning. Det påstås stärka immunförsvaret och byta ut stamceller. Vetenskapen ser inga positiva effekter av torrfasta, i synnerhet inte hur nya stamsceller skulle kunna bildas.